# Simon Paul Hilscher
Simon Paul Hilscher (* 12. August 1682 in Altenburg; † 20. Dezember 1748 in Jena) war ein deutscher Mediziner.

## Leben
Hilscher war ein Sohn des aus dem schlesischen Hirschberg stammenden Altenburger Hofchirurgen und Ratsherrn Johann Hilscher. Nach anfänglichem Privatunterricht besuchte er das Gymnasium in Altenburg. Am 21. April 1700 immatrikulierte er sich an der Universität Jena, wo er zunächst philosophisch Studien der Mathematik und Physik bei Georg Albert Hamberger und Logik bei Johann Philipp Treuner (1666–1722) absolvierte. Am 10. Dezember 1703 wurde er Kandidat der Medizin, wobei er die Vorlesungen von Georg Wolfgang Wedel, Johann Adrian Slevogt, Rudolph Wilhelm Krause der Jüngere und Ernst Heinrich Wedel (1671–1709) besuchte. Dabei machte er einige praktische Erfahrungen, verfasste im Oktober 1704 seine Inauguraldissertation De Philtris und wurde am 15. Oktober 1705 zum Doktor der Medizin promoviert. Danach besuchte er kurze Zeit die medizinischen Vorlesungen an der Universität Leipzig bei Johannes Bohn, Augustus Quirinus Rivinus, Johann Wilhelm Pauli (1658–1723) und Polycarp Gottlieb Schacher.
Nach Jena zurückgekehrt beteiligte sich am Vorlesebetrieb der Salana, so dass er außerordentlicher Professor der Medizin wurde. 1723 wurde er ordentlicher Professor der Medizin und wirkte ab dem 18. Dezember 1726 für Johann Jakob Fick (1662–1730) als substituierter Professor der theoretischen Medizin. Nachdem er 1727 die dritte medizinische Professur der Botanik erhalten hatte, rückte er nach dem Tod von Fick 1730 in die Professur der theoretischen Medizin vollständig auf. 1735 wurde er Hofrat von Sachsen-Gotha-Altenburg und beteiligte sich auch an den organisatorischen Aufgaben der Jenaer Hochschule. So war er mehrfach Dekan der medizinischen Fakultät und in den Wintersemestern 1729, 1735, 1741, 1745 Rektor der Alma Mater.

## Werke
Betreute Dissertationen
- Diss. med. de frequentiori hominum imbecillium salubritate prae robustis. Jena 1713 (reader.digitale-sammlungen.de).
- Diss. med.-chiru. de artuum amputatione rite administranda. Jena 1718 (reader.digitale-sammlungen.de).
- Exercitatio med. de vita, in secessibus valetudinis causa quandoque agenda exemplo prisci Romani, nostrique aevi ocassione loci Pliniani Lib. V. Epist. VI. Jena 1725 (reader.digitale-sammlungen.de).
- Diss. med. solennis exhibens Theoriam abortus et partus praelocis. Pro loco. Jena 1727 (reader.digitale-sammlungen.de).
- Diss. inaug. med. de aneurysmate. Jena 1728 (reader.digitale-sammlungen.de).
- Diss. Inaug. De natura ac principiis medicinae. Jena 1730 (reader.digitale-sammlungen.de).
- Diss. inaug. med. de rationali et praxi fundata sphygmomantia, s. arte pulsum explorandi et ex eo iudicandi. Jena 1732 (reader.digitale-sammlungen.de).
- Diss. inaug. med. de recto et non recto vini circa febres usu. Jena 1733 (reader.digitale-sammlungen.de).
- Diss. inaug. med de sterilitate mulierum. Jena 1734 (reader.digitale-sammlungen.de).
- Diss. inaug. med. de paronychia. Jena 1736 (reader.digitale-sammlungen.de).
- Diss. inaug. med. de phthisi. Jena 1737 (reader.digitale-sammlungen.de).
- Diss. inaug. med.œde dolore febrium acutarum. Jena 1738 (reader.digitale-sammlungen.de).
- Diss. inaug. med. de apoplexia. Jena 1739 (reader.digitale-sammlungen.de).
- Diss. inaug. med. de peste. Jena 1740 (reader.digitale-sammlungen.de).
- [Dissertatio Inaugruralis Medica] De Castorii Natura Et Genuino In Praxi Medica Usu. Jena 1741 (reader.digitale-sammlungen.de).
- Diss. inaug. med. de angina. Jena 1743 (reader.digitale-sammlungen.de).
- Diss. inaug chymico-Medica De phosphoris. Jena 1744 (reader.digitale-sammlungen.de).
- Diss. med. inaug. exhibensœ historiam variarum methodorum defendendi homines a variolis iisdemque medendi. Jena 1745 (reader.digitale-sammlungen.de).
- Diss. inaug. med. de Diarrhoea. Jena 1746 (reader.digitale-sammlungen.de).
- Diss. med. inaug. de podagra retrograda et repulsa. Jena 1747 (reader.digitale-sammlungen.de).
- Diss. med. inaug. de tenesmo. Jena 1748 (reader.digitale-sammlungen.de).

Programme
- Propempt. inaug. de abusu potus Caffee in sexu sequiori. Jena 1727 (Dekansprogramm zur Promotion von Johann Bernhard Müller, reader.digitale-sammlungen.de).
- Prolusio prima de sensu corporis sanitatis conservandae et redintegrandae consiliario. Jena 1729 (Dekanatsprogramm zur Promotion von Johann Christoph Tannenberger, reader.digitale-sammlungen.de).
- Proempticon Inavgvrale De Mvtatione, Qvae vsvm sacrae coenae seqvi solet in morbis. Jena 1730 (Dekanatsprogramm zur Promotion von Johann Jacob Karges, reader.digitale-sammlungen.de).
- Propempt. inaug. de medicorum ingressu ad infirmos perquam necessaria. Jena 1731 (Dekanatsprogramm zur Promotion Gotthardt Zeidler von Rosenberg, reader.digitale-sammlungen.de).
- Prolvsio, exhibens meditationes medicas circa proverbivm: Avrora Mvsis amica pvblicae invitationi ad dissertationem inavgvralem de rationali et praxi fvndata sphygmomantia. Jena 1732 (Dekanatsprogramm zur Promotion von David Wendler, reader.digitale-sammlungen.de).
- Prolusio de unico in homine reperto rene, praegrandem continente calculum. Jena 1733 (Dekanatsprogramm zur Promotion von Johann Theophil Fischer, reader.digitale-sammlungen.de).
- Prolusio II. de methodo Ciceronis tuendi valetudinem. Jena 1734 (Dekanatsprogramm zur Promotion von Johann Samuel Ackermann, reader.digitale-sammlungen.de).
- Programma I. de natura et origine roris mellei vulgo dicti et rubiginis vegetabilium. Von Der Natur und Ursprung des so genandten Honig-Thaues und Brands der Erdgewächse. Jena 1736 (Dekanatsprogramm zur Promotion Heinrich Gerlach Helen, reader.digitale-sammlungen.de).
- Programma faciens decisionem de quaestione: An in variolarum morbo etiam viscera interna pustulis contaminentur? Jena 1738 (Dekanatsprogramm zur Promotion von Samuel Friedrich Creiling,reader.digitale-sammlungen.de).
- Prolvsio Exhibens Explicatio effati medici pulsus bonus, urina bona et aeger moritur. Jena 1740 (Dekanatsprogramm zur Promotion von Georg Nagy, reader.digitale-sammlungen.de).
- Prolusio de tempore partus humani naturali ac ordinario. Jena 1741 (Dekanatsprogramm zur Promotion für Johann Joseph Berger, reader.digitale-sammlungen.de).
- Prolvsio De Animi Laboribvs, Egregio Sanitatis, Vitae Longae Ac Honorvm Praesidio. Jena 1742 (Dekanatsprogramm zur Promotion von Johann Ernst Greding, digitale.bibliothek.uni-halle.de)
- Prolusio de officio medici in febribus acutis apparentibus urinis tenuibus aquosis et copiosis. Jena 1743 (Dekanatspramm zur Promotion von Johann Heinrich Schade, reader.digitale-sammlungen.de).
- Prolusio de mutuo animae cum corpore commercio, et illius cogitatione alte defixa agoniam protrahente. Jena 1744 (Dekanatsprogramm zur Promotion von Johann Adolf Provansal, reader.digitale-sammlungen.de).
- Prolvsio De Permvtatione Linteorvm In Morbis Acvtis Et Noxia Et Salvbri. Jena 1745 (Dekanatsprogramm zur Promotion von Georg Jacob Biermann, digitale.bibliothek.uni-halle.de)
- Prolusio de situ corporis inter studendum vario. Jena 1747 (Dekanatsprogramm zur Promotion von Johann Nicolai Frisch, reader.digitale-sammlungen.de).
- Prolusio qua demonstratur, medicum non esse debere haemophobum. Jena 1748 (Dekanatsprogramm zur Promotion von Johannes Friederich Arnold Vordanck, reader.digitale-sammlungen.de).

## Weblink
- Werke von und über Simon Paul Hilscher in der Deutschen Digitalen Bibliothek